# Слонова Анастасія Геннадіївна
Анастасія Геннадіївна Слонова (нар. 17 травня 1984, Кишинів, Молдавська РСР) — молдовська футболістка, захисниця. Виступала за збірну Молдови.

## Життєпис
Футбольну кар'єру розпочала 2001 року в «Кодру», у складі якого того ж року грала в жіночій Лізі чемпіонів. У 2003 році виїхала до Росії, де захищала кольори ногінської «Надії». Наступного року повернулася на батьківщину, де виступала за «Нарту» (Дрясличень). У 2005 році знову виїхала до Росії, стала гравчинею «Надії». Виступала в оренді за «Екостром» та «СКА-Ростов-на-Дону». У 2009 році Анастасія Слонова стала чемпіонкою Росії з футзалу у складі калузької ДЮСШ «Анненки». Наступного року перейшла до «Росіянки», а два роки по тому — до «Зоркого». Футбольну кар'єру завершила 2015 року.

## Досягнення
- Чемпіонат Росії
  -  Чемпіон (3): 2010, 2011/12, 2012/13
  -  Срібний призер (1): 2014
  -  Бронзовий призер (2): 2008, 2013

- Кубок Росії
  -  Володар (1): 2010

## Визначальні голи
| Дата       | Турнір               | Команда                     | Суперник                     | Голи     |
| ---------- | -------------------- | --------------------------- | ---------------------------- | -------- |
| 24.09.2005 | Кваліфікація ЧС-2007 | Молдова                     | Естонія                      | 8'       |
| 10.08.2010 | Ліга чемпіонів       | «Росіянка» (Красноармійськ) | «Прімейру Десембру» (Сінтра) | 39'      |
| 13.10.2010 | Ліга чемпіонів       | «Росіянка» (Красноармійськ) | «Легенда» (Чернігів)         | 80'      |
| 17.10.2013 | Ліга чемпіонів       | «Зоркий» (Красногорськ)     | «Атлетіко» (Мадрид)          | 18', 71' |